# Johan Peter Petersen
Johan Peter Petersen (* 1798; † 11. Mai 1850 in Qasigiannguit) war ein dänischer Kaufmann und kommissarischer Inspektor in Grönland.

## Leben
Über Johan Peter Petersens Herkunft ist nichts bekannt. Er trat 1822 in Dienste von Den Kongelige Grønlandske Handel und wurde als Walfängerassistent in Qeqertarsuaq angestellt. Im Folgejahr wechselte er nach Alluttoq und wurde von dort aus 1824 für ein Jahr als kommissarischer Kolonialverwalter nach Appat berufen. 1826 wechselte er nach Uummannaq und wurde von dort aus als Assistent in der Anlage in Niaqornat eingesetzt. 1829 wurde er zum kommissarischen Kolonialverwalter in Qeqertarsuaq ernannt, wechselte im Folgejahr nach Qasigiannguit, wo er 1832 fest angestellt wurde. 1834/35 erhielt er ein Jahr Urlaub in Dänemark. Von 1837 bis 1839 musste Ludvig Fasting aus gesundheitlichen Gründen nach Dänemark reisen, wobei Johan Peter Petersen ihn als Inspektor von Nordgrönland vertrat. Anschließend verbrachte er das Jahr 1839/40 selbst wieder in Dänemark.
Johan Peter Petersen war ursprünglich mit Juliane Mørch, einer Tochter von Johan Lorentz Mørch, verlobt, die sich jedoch 1830 das Leben nahm. Anschließend lebte er in einer Beziehung mit Dorthea Concordia Brandt (1802–1839), Tochter des Dänen Rasmus Jensen Brandt (1772–1818) und der Grönländerin Abigael Dorf (1775–1848). Das Paar bekam 1830 die Tochter Elisabeth Sara und 1833 bat er bei der Handelsdirektion um eine Heiratserlaubnis, die ihm verwehrt wurde. Er lebte anschließend weiterhin mit Dorthea Concordia zusammen, die 1839 starb. Johan Peter Petersen erhängte sich 1850 in seiner Wohnung in Qasigiannguit im Alter von rund 52 Jahren.